# ريتشارد أولدينغ هاينز
ريتشارد أولدينغ هاينز (بالإنجليزية: Richard Olding Hynes) (من مواليد 29 نوفمبر 1944) وهو عالم بيولوجي بريطاني ومحقق في معهد هوارد هيوز الطبي وأستاذ في معهد كوخ لأبحاث السرطان التكاملية، معهد ماساتشوستس للتكنولوجيا. يركز بحثه على التصاق الخلايا والتفاعلات بين الخلايا وكذلك الأنسجة البينية خارج الخلية مع اهتمامه الخاص في فهم الآليات الجزيئية للسرطان. وهو معروف جيدا كمشارك في اكتشاف جزيئات الفبرونيكتين، وهو اكتشاف تم إدراجه من قبل تومسون رويترز كمرشح لجائزة نوبل.

## تعليمه
حصل هاينس على درجة البكالوريوس في عام 1966 و درجة الماجستير في عام 1970 من جامعة كامبريدج في الكيمياء الحيوية ثم حصل على الدكتوراه في علم الأحياء من معهد ماساتشوستس للتكنولوجيا في عام 1971. عمل زميلا ما بعد الدكتوراه في صندوق أبحاث السرطان الإمبراطوري من عام 1971 إلى عام 1974.

## عمله
أصبح هاينز أحد أعضاء هيئة التدريس في قسم البيولوجيا في معهد ماساتشوستس للتكنولوجيا في عام 1973 وترقى إلى منصب أستاذ كامل في عام 1983. وحصل على مرتبة الباحث في معهد هوارد هيوز الطبي في عام 1988. وعمل كرئيس لقسم البيولوجيا من عام 1989 إلى عام 1991، وكمدير مركز MIT لأبحاث السرطان من 1991 إلى 2001، وأصبح أستاذاً لأبحاث السرطان التابع لمعهد برود. في عام 1999.
شغل هاينز منصب رئيس الجمعية الأمريكية لعلم الأحياء الخلوي في عام 2000. وكان عضوًا في مجلس محافظي صندوق ويلكم منذ عام 2007.
كما نشر في السياسة العامة وشارك في تطوير المبادئ التوجيهية للبحوث بالولايات المتحدة الأمريكية لأبحاث الخلايا الجذعية، ولا سيما الخلية الجذعية الجنينية.

## الجوائز والتكريمات
حصل هينز على زمالة غوغنهايم في عام 1982. وانتخب زميلا في الأكاديمية الأمريكية للفنون والعلوم في عام 1987، وزمالة الجمعية الملكية في عام 1989، وعضو في الأكاديمية الوطنية للطب (الولايات المتحدة الأمريكية) في عام 1995، وعضوا في الولايات المتحدة وفي الأكاديمية الوطنية للعلوم في عام 1996.
تلقى هاينز جائزة مؤسسة غيردنر الدولية في عام 1997. وفي عام 2007 تم منحه جائزة من الجمعية الأمريكية لعلم الأحياء الخلوي.